# Josiane Castiau
Pour les articles homonymes, voir Castiau.
Josiane Castiau est une nageuse française née le 19 octobre 1954.
Elle est membre de l'équipe de France aux Jeux olympiques d'été de 1972 où elle prend part au relais 4x100 mètres quatre nages ; elle est éliminée en séries.
Elle a été championne de France de natation sur 100 mètres papillon en hiver 1970, en hiver 1972 et en été 1972.
Pendant sa carrière, elle a évolué en club au CN Roubaix.